# Paterovské stráně
Přírodní památka Paterovské stráně byla vyhlášena v roce 2017 v okolí zdemolovaného zámečku Páterov na svazích údolí říčky Bělé na východním okraji města Bělá pod Bezdězem v okrese Mladá Boleslav ve Středočeském kraji. Rozkládá se na ploše 31,2544 hektaru mezi bělskými místními částmi Podolí, Čistecký Důl, Páterov a Šubrtov. Přírodní památku tvoří tři oddělené navzájem nepříliš vzdálené části. První (severní) část chrání východní svahy Vrabčí rokle a severní svahy Vlčího dolu (údolí říčky Bělé v dolní části Podolí) nad ulicí Páterovskou až k někdejšímu zámečku Páterov. Druhá (jižní) část chrání protilehlé svahy na jižní straně údolí, nad ulicí Pražskou, a to včetně část jedné z bočních suchých roklin. Třetí a nejmenší (východní) část se rozkládá na téže straně údolí mezi ulicemi Pražskou a Papírenskou a zahrnuje jak další z bočních roklí bez vodoteče, tak návrší s kótou 271 m nad ulicí Papírenskou. Tyto dvě části zasahují větším dílem do katastrálního území Čistá u Mladé Boleslavi. Území se víceméně překrývá se stejnojmennou evropsky významnou lokalitou.

## Charakteristika lokality
Geomorfologicky je území součástí celku Jizerská tabule, podcelku Středojizerská tabule a okrsku Bělská tabule. Geologický podklad je tvořen střednoturonskými vápnitými a slínitými pískovci, v menší míře také svrchnoturonskými slínovci.
Severní část přírodní památky tvoří stráň s převážně jižní a jihozápadní expozicí, kterou porůstají lesostepní bory a mozaika úzkolistých a širolistých suchých trávníků. Jižní a východní část chráněného území pokrývají lesy: reliktními bory na stráních, přecházející v borové doubravy na plošině nad nimi. Dno bočního údolíčka porůstají zbytky podmáčených smrčin.

## Předmět ochrany
Přírodní památka byla vyhlášena k ochraně polopřirozených suchých trávníků a facií křovin na vápnitých podložích (Festuco-Brometalia) a lesostepních borů.
Jedná se o botanicky významné území zahrnující několik biotopů. V lesostepních borech reliktního charakteru na vápnitých pískovcích roste v podrostu zejména pěchava vápnomilná (Sesleria caerulea), válečka prapořitá (Brachypodium pinnatum) a vzácněji i ostřice nízká (Carex humilis), v keřovém patru se vyskytuje mj. dřišťál obecný (Berberis vulgaris), jalovec obecný (Juniperus communis) a ptačí zob obecný (Ligustrum vulgare). Dále zde byly zaznamenány hruštice jednostranná (Orthilia secunda,), ostřice chabá (Carex flacca), mochna stříbrná (Potentilla arenaria), bělozářka větvitá (Anthericum ramosum), pcháč bezlodyžný (Cirsium acaule), hadí mord nachový (Scorzonera purpurea), smldník olešníkový (Peucedanum oreoselinum), mochna bílá (Potentilla alba), sasanka lesní (Anemone sylvestris), jetel alpínský (Trifolium alpestre), prvosenka jarní (Primula veris), tolita lékařská (Vincetoxicum hirundinaria), oman vrbolistý (Inula salicina), kokořík vonný (Polygonatum odoratum) či zvonek broskvolistý (Campanula persicifolia). 
Na mírně vlhkých lokalitách v borech byla nalezena kohátka kalíškatá (Tofieldia calyculata), přeslička různobarvá (Equisetum variegatum) a tolije bahenní (Parnassia palustris). 
Přírodní památka je jednou z posledních našich lokalit výskytu koniklece jarního pravého (Pulsatilla vernalis var. vernalis) a koniklece otevřeného (Pulsatilla patens).
Subkontinentální borové doubravy a suché acidofilní doubravy v místech přechodu strání do plošiny převažuje v dřevinné skladbě borovice, občas promísená s nepůvodním dubem červeným (Quercus rubra) a modřínem opadavým (Larix decidua). V chudém podrostu dominuje brusnice borůvka (Vaccinium myrtillus), brusnice brusinka (V. vitis-idaea) a metlička křivolaká (Avenella flexulosa). 
Na dně bezvodé rokle v jižní části přírodní památky rostou fragmenty podmáčených smrčin s rohozcem trojlaločným (Bazzania trilobata), sedmikvítkem evropským (Trientalis europaea) a rašeliníkem (Sphagnum sp.).
Hodnotná a dobře zachovaná je mozaika širokolistých a úzkolistých trávníků, kde se vyskytuje řada vzácných rostlin z Červeného seznamu. Dominuje zde válečka prapořitá a ostřice nízká, z dalších travin tu najdeme bojínek tuhý (Phleum phleoides). Z chráněných a ohrožených druhů zde roste mj. lněnka lnolistá (Thesium linophyllon), kakost krvavý (Geranium sanguineum), hvězdnice zlatovlásek (Aster linosyris), mařinka barvířská (Asperula tinctoria), silenka ušnice (Silene otites) a bělozářka větvitá (Anthericum ramosum), z hojnějších pak kručinka barvířská (Genista tinctoria) či mateřídouška vejčitá (Thymus pulegioides).
Pokud jde o zoologii Paterovských strání, v bezlesých částech území byly pozorovány vzácné druhy motýlů, jako jsou vřetenuška třeslicová
(Zygaena brizae), modrásek vikvicový (Polyomnatus coridon), zelenáček (Adscita sp.), okáč bojínkový (Melanargia galathea), soumračník čárečkovaný (Thymelicus lineola) či ohniváček černokřídlý (Lycaena phlaeas), a také plžů, jako je např. pásovka žíhaná (Cepea vindobonensis) či suchomilka obecná (Xerolentha obvia). V lesích pak převažují obvyklé druhy živočichů, jako je např. kuna skalní (Martes foina), srnec obecný (Capreolus capreolus), budníček menší (Phylloscopus collybita), sojka obecná (Garrulus glandarius), chrobák lesní (Anoplotrupes stercorosus) či mravenec rodu Formica.

## Problémy
Na území jižní a východní části probíhá neznámo proč holosečná těžba dřeva a na podzim 2020 zde bylo pozorováno několik poměrně čerstvých mýtin, dílem osázených borovou monokulturou. [zdroj?]V nejvýchodnějším cípu severní části (u Páterova) byla v téže době ohrada pro koně a povrch tohoto kusu území byl zdupaný a degradovaný. V téže (severní) části chráněného území dále existuje riziko zarůstání nejcennějšího biotopu suchých trávníků náletovými dřevinami (borovice, bříza, osika), v zalesněných částech pak v minulosti proběhlo nevhodné kácení následované osázením vymýcených ploch borovicemi a nepůvodním modřínem, vinou čehož došlo k degradaci bylinného patra a nežádoucímu šíření kapradiny hasivky orličí (Pteridium aquilinum).[zdroj?]

## Fotogalerie

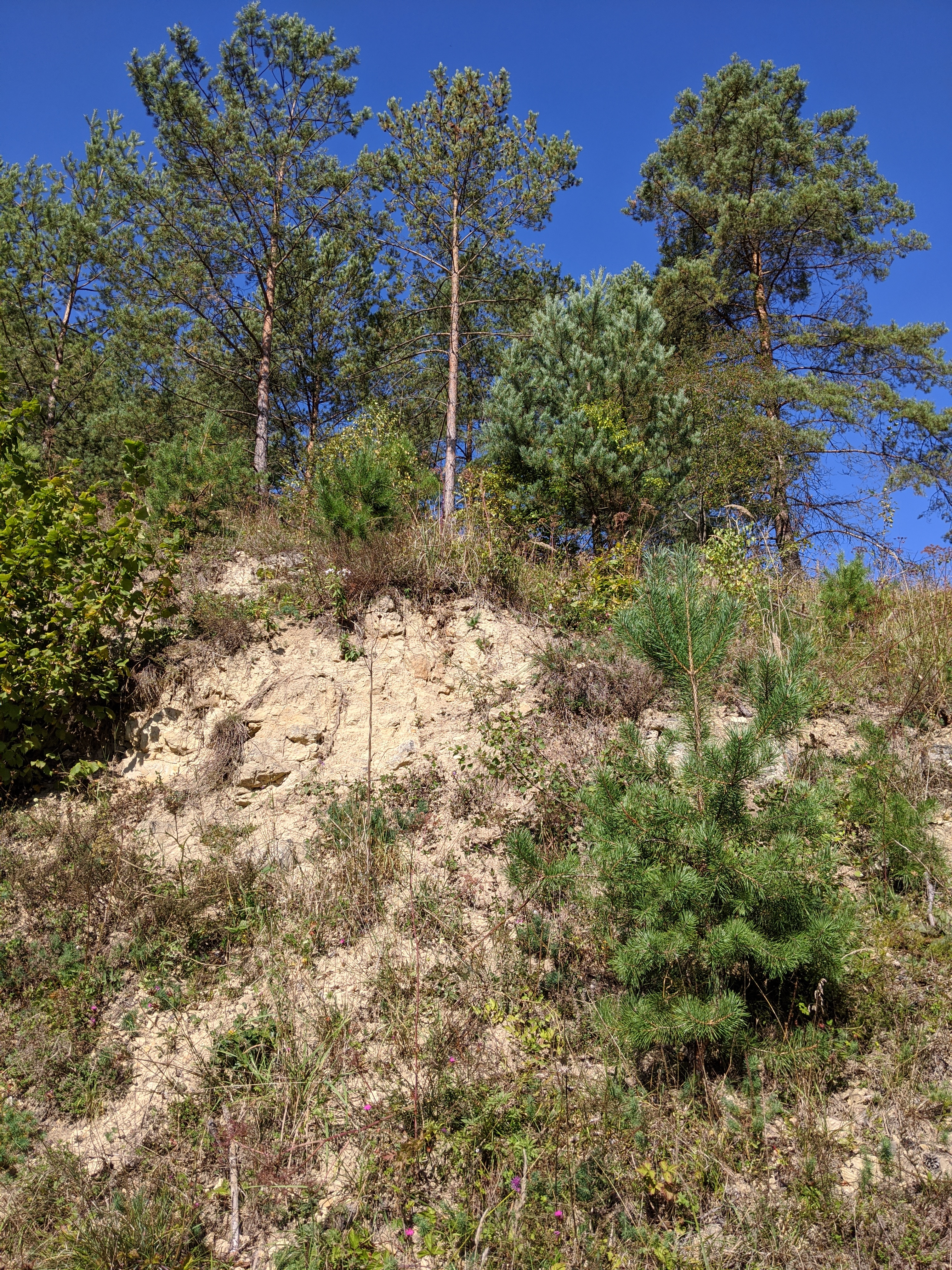
Severní část PP
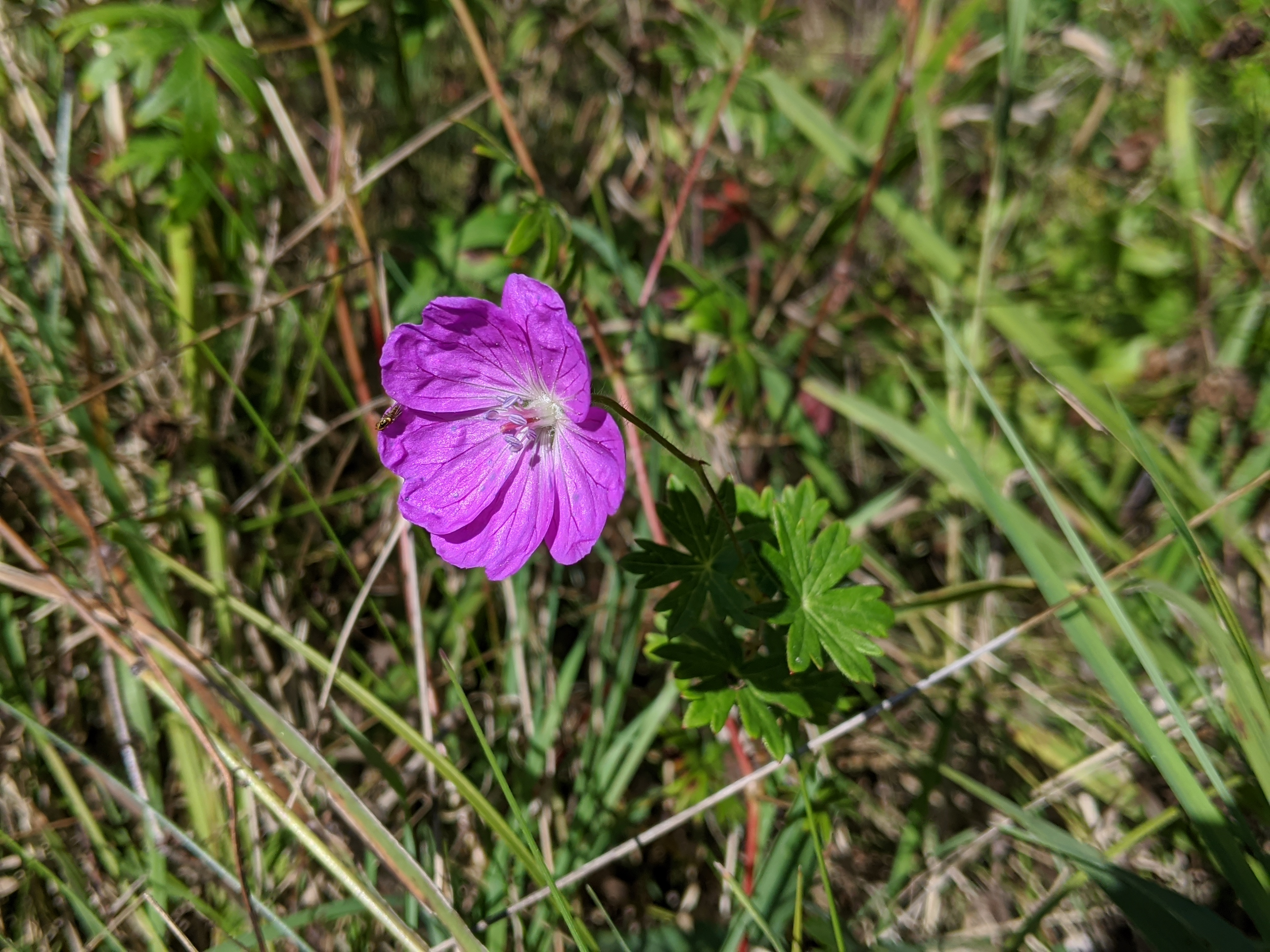
Kakost krvavý v této části lokality
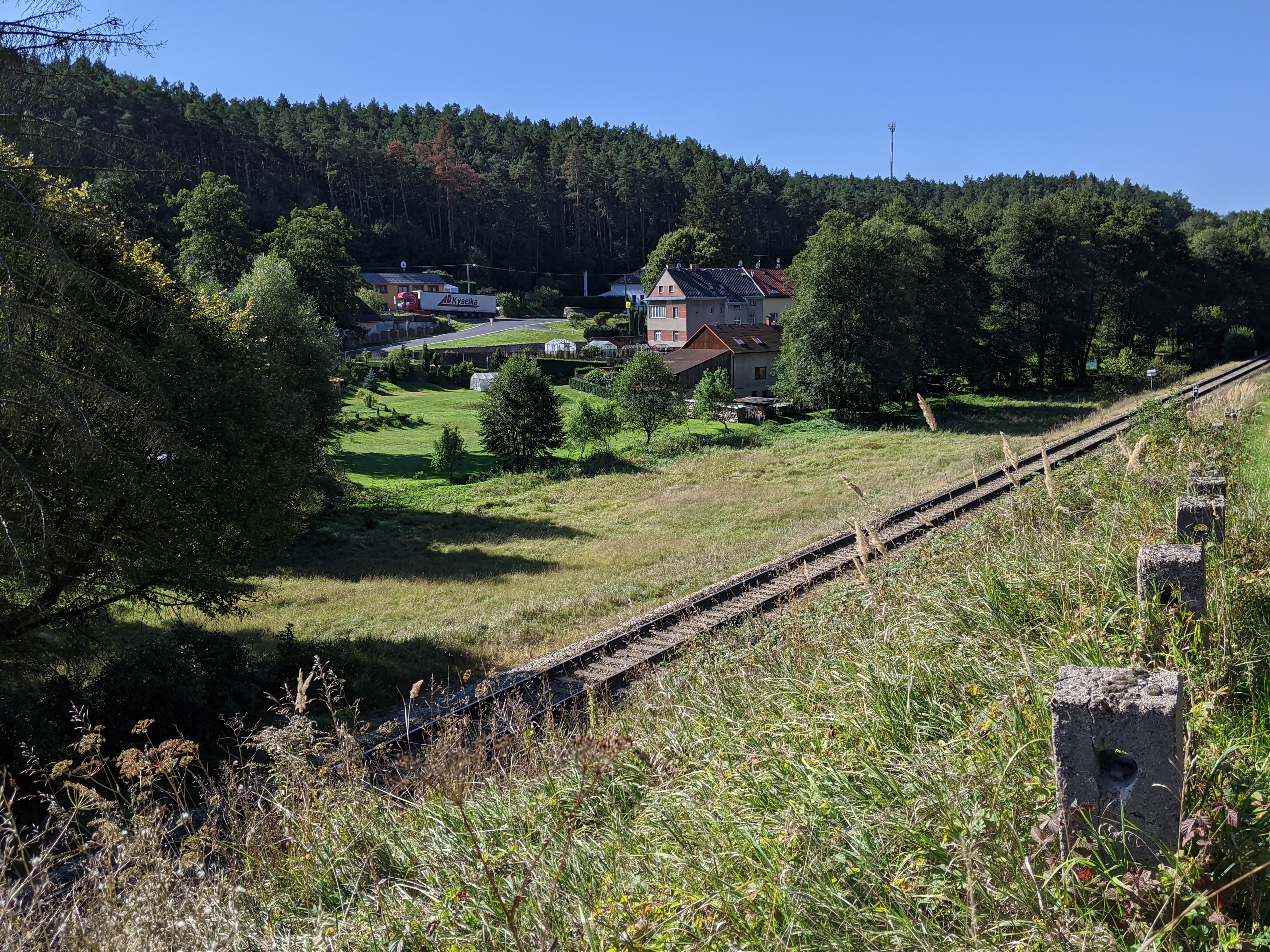
Celkový pohled na jižní část PP
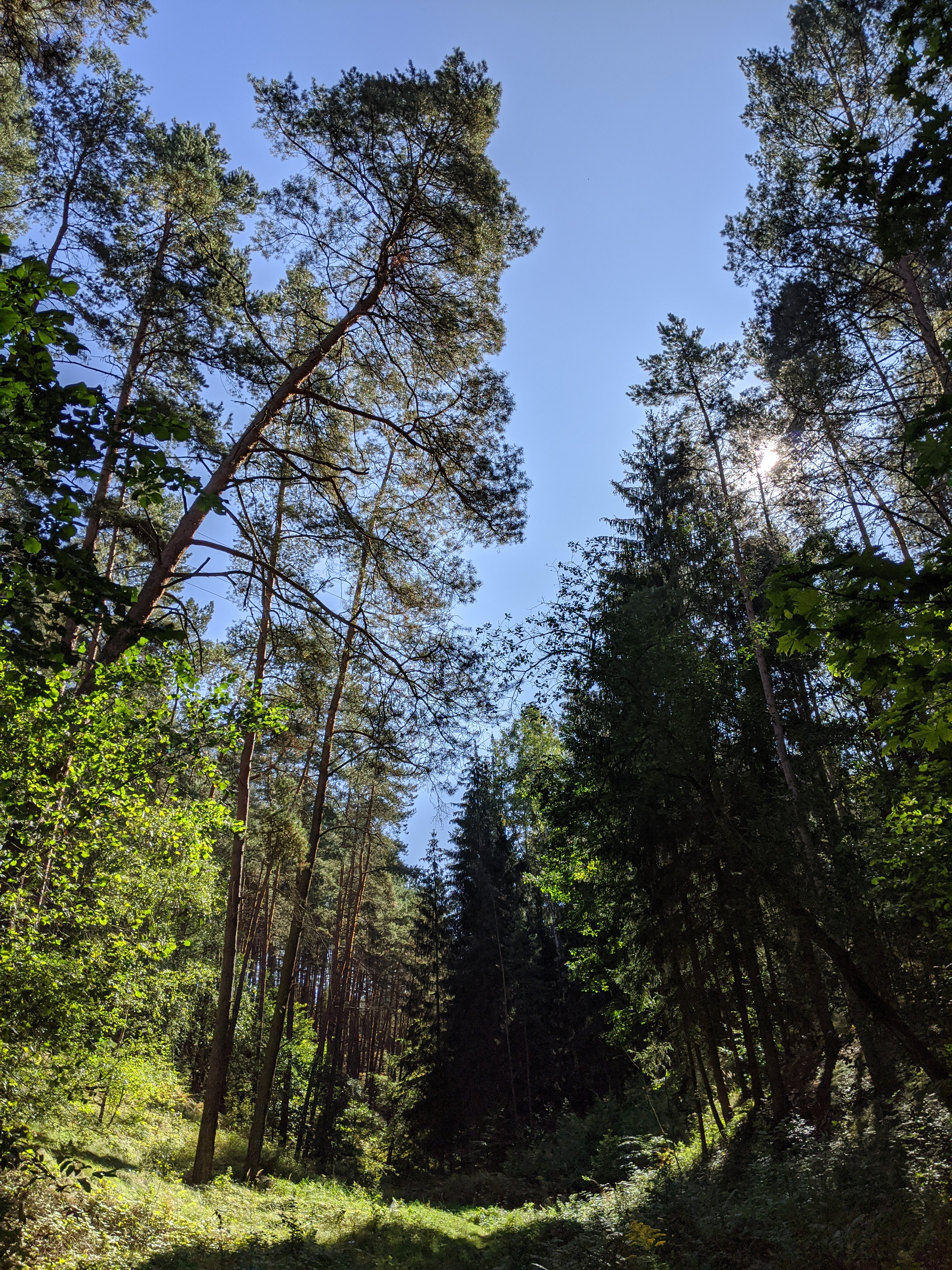
Rokle v jižní části PP
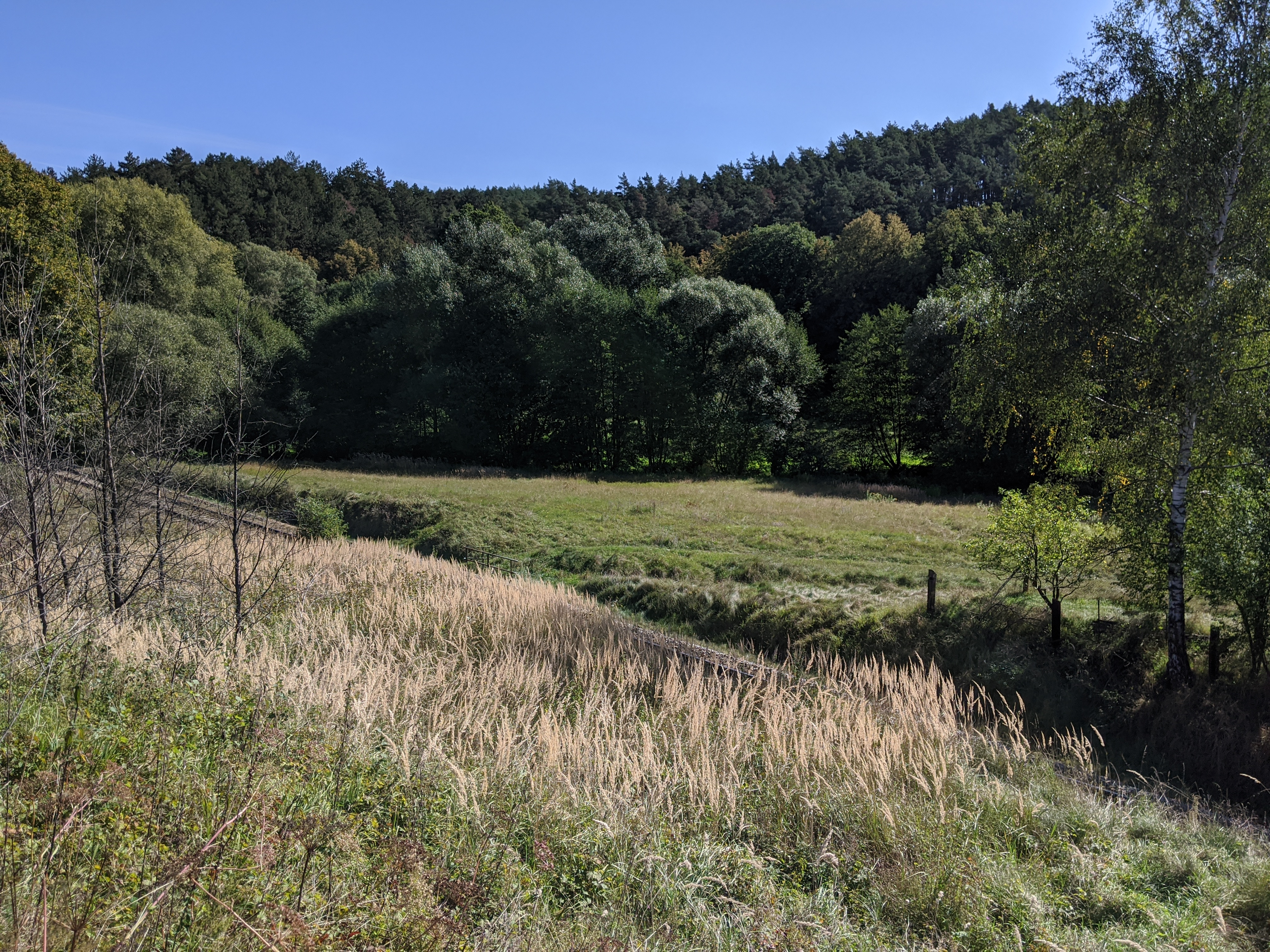
Celkový pohled na východní část PP
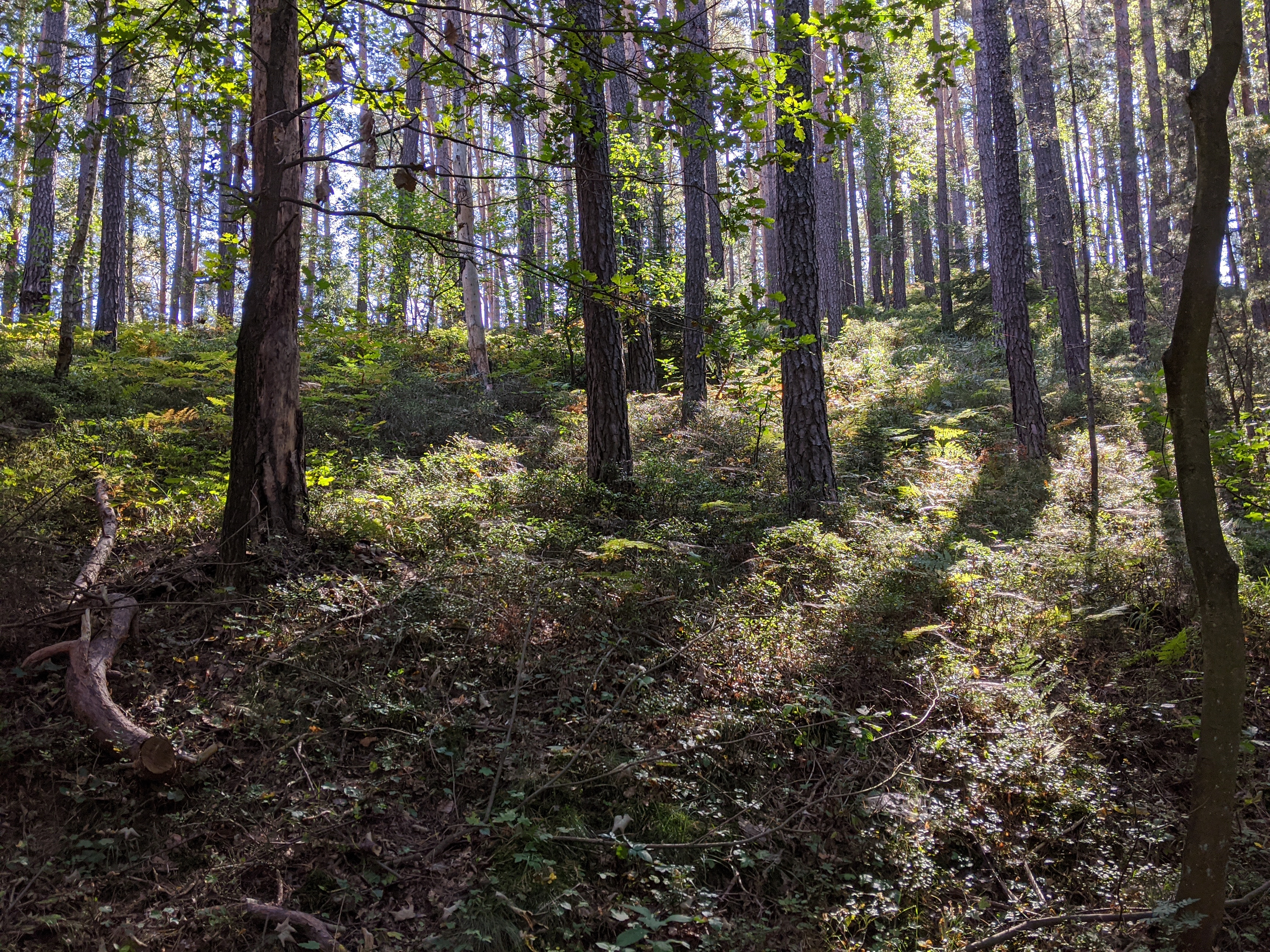
Borová doubrava ve východní části PP